# الدريشة

تعديل مصدري - تعديل

الدريشة إحدى حارات مدينة جبلة بمحافظة إب، بلغ تعداد سكانها 74 نسمة حسب تعداد اليمن لعام 2004.